# Dołna Beszowica
Dołna Beszowica (bułg. Долна Бешовица) – wieś w północnej Bułgarii, w obwodzie Wraca, w gminie Roman. Według danych Narodowego Instytutu Statystycznego w Bułgarii, 31 grudnia 2011 roku wieś liczyła 256 mieszkańców.
We wsi znajdują się ruiny monasteru. Święty sobór odbywa się corocznie 21 listopada.